# Jan Berkhout (priester)
Johannes (Jan) Berkhout (De Rijp, 9 april 1940 – Huizen, 25 december 2018) was een Nederlands rooms-katholiek geestelijke en priester van het bisdom Haarlem-Amsterdam.

## Loopbaan
Berkhout groeide op als zesde in een gezin van tien kinderen. Hij ging op 15-jarige leeftijd werken als verkoper in warenhuis De Bijenkorf. Op  latere leeftijd ging hij diploma's halen om in 1967 theologie te kunnen gaan studeren in Amsterdam. Op 29 september 1973 werd hij door bisschop Zwartkruis tot priester gewijd in de Sint-Werenfriduskerk te Wervershoof.
Van 1977 tot 1995 was Berkhout pastoor in achtereenvolgens Haarlem-Schalkwijk, Huizen en Uitgeest. Tevens was hij van 1977 tot 1995 deken van het dekenaat Beverwijk en tot 1995 rector van de priesteropleiding van het bisdom Haarlem.

### Pastoor te Volendam
In 1995 werd Berkhout benoemd als pastoor van de parochie van de Sint-Vincentiuskerk te Volendam. In 2001 verleende hij pastorale zorg aan de slachtoffers en nabestaanden van de cafébrand in Volendam. Zo ging hij voor in de uitvaarten van de dodelijke slachtoffers en bezocht hij gewonde slachtoffers en hun familie. Dit pastoraal werk trok op hem een zware wissel, hij kreeg een burn-out en was daardoor een half jaar ziek. De pastoor schreef een boek over de brand en pleitte voor het opnemen van de kerk in rampenplannen.
In 2003 werd Berkhout benoemd tot pastoor van de Sint-Jan de Evangelistkerk te Breezand. In 2006 ging hij met emeritaat, bij zijn afscheid volgde benoeming tot ridder in de Orde van Oranje-Nassau. De priester ging wonen in Tuitjenhorn waar hij tot maart 2018 assistentie verleende in de Sint-Jacobusparochie aldaar.
Jan Berkhout overleed eerste kerstdag 2018 op 78-jarige leeftijd in een verzorgingstehuis te Huizen waar hij dat jaar zijn intrek had genomen.

## Publicatie
- Pastoor van Volendam (2003)